# Graphania alopa
Graphania alopa är en fjärilsart som beskrevs av Edward Meyrick 1887. Graphania alopa ingår i släktet Graphania och familjen nattflyn. Inga underarter finns listade i Catalogue of Life.